# Zigera jankowskii
Zigera jankowskii là một loài bướm đêm trong họ Noctuidae.